# (4374) Tadamori
(4374) Tadamori (1987 BJ) – planetoida z pasa głównego asteroid okrążająca Słońce w ciągu 3,32 lat w średniej odległości 2,22 j.a. Odkryta 31 stycznia 1987 roku.